# Agawowe
Agawowe (Agavoideae Herbert) – takson wyróżniany w różnych systemach w randze rodziny lub podrodziny (tu opisany jako podrodzina zgodnie z ujęciem systemu APG III z 2009 i APG IV z 2016). Obejmuje sukulenty liściowe i drzewa występujące na wszystkich kontynentach z wyjątkiem Antarktydy, poza strefą okołobiegunową i znaczną częścią Australii oraz Azji zachodniej.

## Systematyka
Pozycja według Angiosperm Phylogeny Website (aktualizowany system APG IV z 2016)
Podrodzina w obrębie rodziny szparagowatych (Asparagaceae s.l.), tworząca klad wspólnie z Aphyllanthoideae, Brodiaeoideae i Scilloideae.
W obrębie rodziny Angiosperm Phylogeny Website wyróżnia kilka linii rozwojowych:
|  | \| \| Herreria i Herreriopsis (plemię Herrerieae Baillon) \| \| \| \| \| \| Anthericum i in. (plemię Anthericeae Bartling) \| \| \| \| |
|  | |
|  | Herreria i Herreriopsis (plemię Herrerieae Baillon)                                                                                    |
|  | |
|  | Anthericum i in. (plemię Anthericeae Bartling)                                                                                         |
|  | |

|  | Herreria i Herreriopsis (plemię Herrerieae Baillon) |
|  |                                                     |
|  | Anthericum i in. (plemię Anthericeae Bartling)      |
|  |                                                     |

|  | \| \| Herreria i Herreriopsis (plemię Herrerieae Baillon) \| \| \| \| \| \| Anthericum i in. (plemię Anthericeae Bartling) \| \| \| \| |
|  | |
|  | Herreria i Herreriopsis (plemię Herrerieae Baillon)                                                                                    |
|  | |
|  | Anthericum i in. (plemię Anthericeae Bartling)                                                                                         |
|  | |

|  | Herreria i Herreriopsis (plemię Herrerieae Baillon) |
|  |                                                     |
|  | Anthericum i in. (plemię Anthericeae Bartling)      |
|  |                                                     |

|  | \| \| Herreria i Herreriopsis (plemię Herrerieae Baillon) \| \| \| \| \| \| Anthericum i in. (plemię Anthericeae Bartling) \| \| \| \| |
|  | |
|  | Herreria i Herreriopsis (plemię Herrerieae Baillon)                                                                                    |
|  | |
|  | Anthericum i in. (plemię Anthericeae Bartling)                                                                                         |
|  | |

|  | Herreria i Herreriopsis (plemię Herrerieae Baillon) |
|  |                                                     |
|  | Anthericum i in. (plemię Anthericeae Bartling)      |
|  |                                                     |

|  | \| \| Herreria i Herreriopsis (plemię Herrerieae Baillon) \| \| \| \| \| \| Anthericum i in. (plemię Anthericeae Bartling) \| \| \| \| |
|  | |
|  | Herreria i Herreriopsis (plemię Herrerieae Baillon)                                                                                    |
|  | |
|  | Anthericum i in. (plemię Anthericeae Bartling)                                                                                         |
|  | |

|  | Herreria i Herreriopsis (plemię Herrerieae Baillon) |
|  |                                                     |
|  | Anthericum i in. (plemię Anthericeae Bartling)      |
|  |                                                     |

|  | \| \| Herreria i Herreriopsis (plemię Herrerieae Baillon) \| \| \| \| \| \| Anthericum i in. (plemię Anthericeae Bartling) \| \| \| \| |
|  | |
|  | Herreria i Herreriopsis (plemię Herrerieae Baillon)                                                                                    |
|  | |
|  | Anthericum i in. (plemię Anthericeae Bartling)                                                                                         |
|  | |

|  | Herreria i Herreriopsis (plemię Herrerieae Baillon) |
|  |                                                     |
|  | Anthericum i in. (plemię Anthericeae Bartling)      |
|  |                                                     |

|  | \| \| Herreria i Herreriopsis (plemię Herrerieae Baillon) \| \| \| \| \| \| Anthericum i in. (plemię Anthericeae Bartling) \| \| \| \| |
|  | |
|  | Herreria i Herreriopsis (plemię Herrerieae Baillon)                                                                                    |
|  | |
|  | Anthericum i in. (plemię Anthericeae Bartling)                                                                                         |
|  | |

|  | Herreria i Herreriopsis (plemię Herrerieae Baillon) |
|  |                                                     |
|  | Anthericum i in. (plemię Anthericeae Bartling)      |
|  |                                                     |

|  | \| \| Herreria i Herreriopsis (plemię Herrerieae Baillon) \| \| \| \| \| \| Anthericum i in. (plemię Anthericeae Bartling) \| \| \| \| |
|  | |
|  | Herreria i Herreriopsis (plemię Herrerieae Baillon)                                                                                    |
|  | |
|  | Anthericum i in. (plemię Anthericeae Bartling)                                                                                         |
|  | |

|  | Herreria i Herreriopsis (plemię Herrerieae Baillon) |
|  |                                                     |
|  | Anthericum i in. (plemię Anthericeae Bartling)      |
|  |                                                     |

|  | \| \| Herreria i Herreriopsis (plemię Herrerieae Baillon) \| \| \| \| \| \| Anthericum i in. (plemię Anthericeae Bartling) \| \| \| \| |
|  | |
|  | Herreria i Herreriopsis (plemię Herrerieae Baillon)                                                                                    |
|  | |
|  | Anthericum i in. (plemię Anthericeae Bartling)                                                                                         |
|  | |

|  | Herreria i Herreriopsis (plemię Herrerieae Baillon) |
|  |                                                     |
|  | Anthericum i in. (plemię Anthericeae Bartling)      |
|  |                                                     |

|  | \| \| Herreria i Herreriopsis (plemię Herrerieae Baillon) \| \| \| \| \| \| Anthericum i in. (plemię Anthericeae Bartling) \| \| \| \| |
|  | |
|  | Herreria i Herreriopsis (plemię Herrerieae Baillon)                                                                                    |
|  | |
|  | Anthericum i in. (plemię Anthericeae Bartling)                                                                                         |
|  | |

|  | Herreria i Herreriopsis (plemię Herrerieae Baillon) |
|  |                                                     |
|  | Anthericum i in. (plemię Anthericeae Bartling)      |
|  |                                                     |

|  | \| \| Herreria i Herreriopsis (plemię Herrerieae Baillon) \| \| \| \| \| \| Anthericum i in. (plemię Anthericeae Bartling) \| \| \| \| |
|  | |
|  | Herreria i Herreriopsis (plemię Herrerieae Baillon)                                                                                    |
|  | |
|  | Anthericum i in. (plemię Anthericeae Bartling)                                                                                         |
|  | |

|  | Herreria i Herreriopsis (plemię Herrerieae Baillon) |
|  |                                                     |
|  | Anthericum i in. (plemię Anthericeae Bartling)      |
|  |                                                     |

|  | \| \| Herreria i Herreriopsis (plemię Herrerieae Baillon) \| \| \| \| \| \| Anthericum i in. (plemię Anthericeae Bartling) \| \| \| \| |
|  | |
|  | Herreria i Herreriopsis (plemię Herrerieae Baillon)                                                                                    |
|  | |
|  | Anthericum i in. (plemię Anthericeae Bartling)                                                                                         |
|  | |

|  | Herreria i Herreriopsis (plemię Herrerieae Baillon) |
|  |                                                     |
|  | Anthericum i in. (plemię Anthericeae Bartling)      |
|  |                                                     |

|  | \| \| Herreria i Herreriopsis (plemię Herrerieae Baillon) \| \| \| \| \| \| Anthericum i in. (plemię Anthericeae Bartling) \| \| \| \| |
|  | |
|  | Herreria i Herreriopsis (plemię Herrerieae Baillon)                                                                                    |
|  | |
|  | Anthericum i in. (plemię Anthericeae Bartling)                                                                                         |
|  | |

|  | Herreria i Herreriopsis (plemię Herrerieae Baillon) |
|  |                                                     |
|  | Anthericum i in. (plemię Anthericeae Bartling)      |
|  |                                                     |

|  | \| \| Herreria i Herreriopsis (plemię Herrerieae Baillon) \| \| \| \| \| \| Anthericum i in. (plemię Anthericeae Bartling) \| \| \| \| |
|  | |
|  | Herreria i Herreriopsis (plemię Herrerieae Baillon)                                                                                    |
|  | |
|  | Anthericum i in. (plemię Anthericeae Bartling)                                                                                         |
|  | |

|  | Herreria i Herreriopsis (plemię Herrerieae Baillon) |
|  |                                                     |
|  | Anthericum i in. (plemię Anthericeae Bartling)      |
|  |                                                     |

|  | \| \| Herreria i Herreriopsis (plemię Herrerieae Baillon) \| \| \| \| \| \| Anthericum i in. (plemię Anthericeae Bartling) \| \| \| \| |
|  | |
|  | Herreria i Herreriopsis (plemię Herrerieae Baillon)                                                                                    |
|  | |
|  | Anthericum i in. (plemię Anthericeae Bartling)                                                                                         |
|  | |

|  | Herreria i Herreriopsis (plemię Herrerieae Baillon) |
|  |                                                     |
|  | Anthericum i in. (plemię Anthericeae Bartling)      |
|  |                                                     |

|  | \| \| Herreria i Herreriopsis (plemię Herrerieae Baillon) \| \| \| \| \| \| Anthericum i in. (plemię Anthericeae Bartling) \| \| \| \| |
|  | |
|  | Herreria i Herreriopsis (plemię Herrerieae Baillon)                                                                                    |
|  | |
|  | Anthericum i in. (plemię Anthericeae Bartling)                                                                                         |
|  | |

|  | Herreria i Herreriopsis (plemię Herrerieae Baillon) |
|  |                                                     |
|  | Anthericum i in. (plemię Anthericeae Bartling)      |
|  |                                                     |

|  | \| \| Herreria i Herreriopsis (plemię Herrerieae Baillon) \| \| \| \| \| \| Anthericum i in. (plemię Anthericeae Bartling) \| \| \| \| |
|  | |
|  | Herreria i Herreriopsis (plemię Herrerieae Baillon)                                                                                    |
|  | |
|  | Anthericum i in. (plemię Anthericeae Bartling)                                                                                         |
|  | |

|  | Herreria i Herreriopsis (plemię Herrerieae Baillon) |
|  |                                                     |
|  | Anthericum i in. (plemię Anthericeae Bartling)      |
|  |                                                     |

Klad bazalny tworzy monotypowy rodzaj Anemarrhena z jednym gatunkiem – A. asphodeloides, występującym w północnych Chinach i Korei. Następnie następuje podział na dwa klady, jeden obejmujący m.in. rodzaj agawa Agave i drugi obejmujący grupy Behnia–Herreria–Anthericum. W kladzie wspólnie z agawami znajduje się 9 innych rodzajów występujących na obu kontynentach amerykańskich oraz we wschodniej Azji. Kladem bazalnym w tej linii rozwojowej jest rodzaj Hesperocallis, poza tym należą do niej m.in. Camassia, Funkia, Furcraea, Hesperaloe, Hosta, Polianthes, Yucca. W różnych systemach ta grupa roślin lub jej część wyłączana bywała w randze rodzin: Chlorogalaceae Doweld & Reveal, Funkiaceae Horaninov, nom. illeg., Hesperocallidaceae, Hostaceae B. Mathew, Yuccaceae J. Agardh.
Klad bazalny dla kolejnej linii rozwojowej stanowi monotypowy rodzaj Behnia z jednym gatunkiem – Behnia reticulata występującym w Afryce południowo-wschodniej. Następnie wyróżnia się dwie linie rozwojowe, do pierwszej zaliczając rodzaje Herreria i Herreriopsis (Ameryka Południowa i Madagaskar), do drugiej 8 rodzajów z: Anthericum, Chlorophytum, Echeandia, Leucocrinum, Paradisea.
Pozycja według systemu APG II (2003)
Takson wyróżniany w randze rodziny wchodzącej w skład linii rozwojowej obejmującej hiacyntowate (Hyacintheaceae), Themidaceae i Aphyllanthaceae w rzędzie szparagowców (Asparagales).
Wykaz rodzajów
- Agave L. (w tym m.in.: Runyonia Rose, Polianthes L. – tuberoza) – agawa
- Anemarrhena Bunge – anemarena
- Anthericum L. – pajęcznica
- Behnia Didr.
- Beschorneria Kunth
- Camassia Lindl. – kamasja
- Chlorogalum Kunth
- Chlorophyton Ker Gawl. – zielistka
- Diamena Ravenna
- Diora Ravenna
- Echeandra Ortega
- Furcraea Vent. – furkroja
- Hagenbachia Nees & Mart.
- Herreria Ruiz & Pav. – pomklica
- Herreriopsis H. Perrier
- Hesperaloe Engelm.
- Hesperocallis A. Gray
- Hesperoyucca (Engelmann) Baker
- Hosta Tratt. – funkia
- Leucocrinum Nutt. ex A. Gray
- Paradisea Mazzuc.
- Schoenolirion Torr. ex Durand
- Yucca L. (syn. Clistoyucca (Engelm.) Trel., Samuela Trel.) – jukka, juka

Pozycja w systemie Reveala (1994-1999)
Gromada okrytonasienne (Magnoliophyta Cronquist), podgromada Magnoliophytina Frohne & U. Jensen ex Reveal, klasa jednoliścienne (Liliopsida Brongn.), nadrząd Lilianae Takht., rząd agawowce (Agavales Hutch.), rodzina agawowate (Agavaceae Endl.).